# Bagaceratops
Bagaceratops có nghĩa là " mặt sừng nhỏ" (tiếng Mông Cổ Baga = "nhỏ"; tiếng Hy Lạp ceratops = "mặt sừng"), là một chi khủng long sống tại nơi ngày nay là Mông Cổ khoảng 80 triệu năm trước, vào cuối kỷ Phấn trắng.

## Mô tả

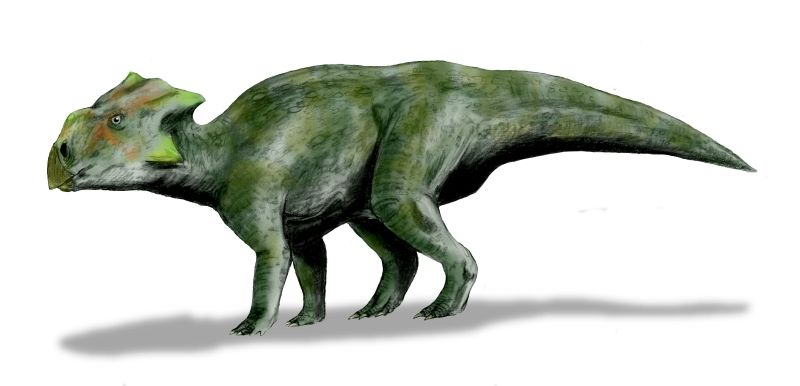
Phục dựng

Bagaceratops phát triển đến một kích thước khoảng dài 1 mét (3,3 ft), dài 50 xentimét (1,6 ft), và nặng khoảng 22 kilôgam (50 lb). Nó có diềm nhỏ và chỉ mười răng nghiến mỗi hàm, và hộp sọ giống hình tam giác hơn họ hàng của nó, Protoceratops.
Bagaceratops phát triển sau nhưng vẫn giữ được các đặc tính nguyên thủy hơn so họ hàng cổ. Nếu không, hai chi khủng long rất giống nhau, mỗi chi đều có một cái mỏ nhưng không có sừng trán và có các cục lồi lên nhỏ giống sừng trên mõm của nó.

## Phân loại
Bagaceratops thuộc về Ceratopsia, một nhóm khủng long ăn cỏ với mỏ giống vẹt như phát triển ở Bắc Mỹ và châu Á trong thời kỳ kỷ Phấn trắng, kết thúc khoảng 65 triệu năm trước.